# Mathias Kaineder
Mathias Kaineder (* 1987 in Linz) ist ein österreichischer Musiker, Songwriter und Schauspieler.

## Leben und Karriere
Kaineder maturierte 2006 am musischen Zweig des Adalbert-Stifter-Gymnasium (Linz) und studierte an der Universität für Musik und darstellende Kunst Wien (Hauptfach Gesang, Abschluss 2013). 2005 gründete er mit 3 Schulkollegen das inzwischen international renommierte Vocalensemble LALÁ. 2013 gründete er die österreichische Popband folkshilfe. Er verließ die Band 2016 wieder um sich besser um seine Familie kümmern zu können. Schauspielerisch betätigte er sich bereits in jungen Jahren bei „theater.kirchschlag“, später spezialisierte er sich auf das Genre Improvisationstheater. 2013–2015 war er Mitglied der Improtheatergruppe „Humorvorsorge“. Seit 2018 betätigt er sich bei der Improgruppe die „zebras“.
Er ist verheiratet und hat 3 Kinder.

## Auszeichnungen und Awards (Auszug)
2008

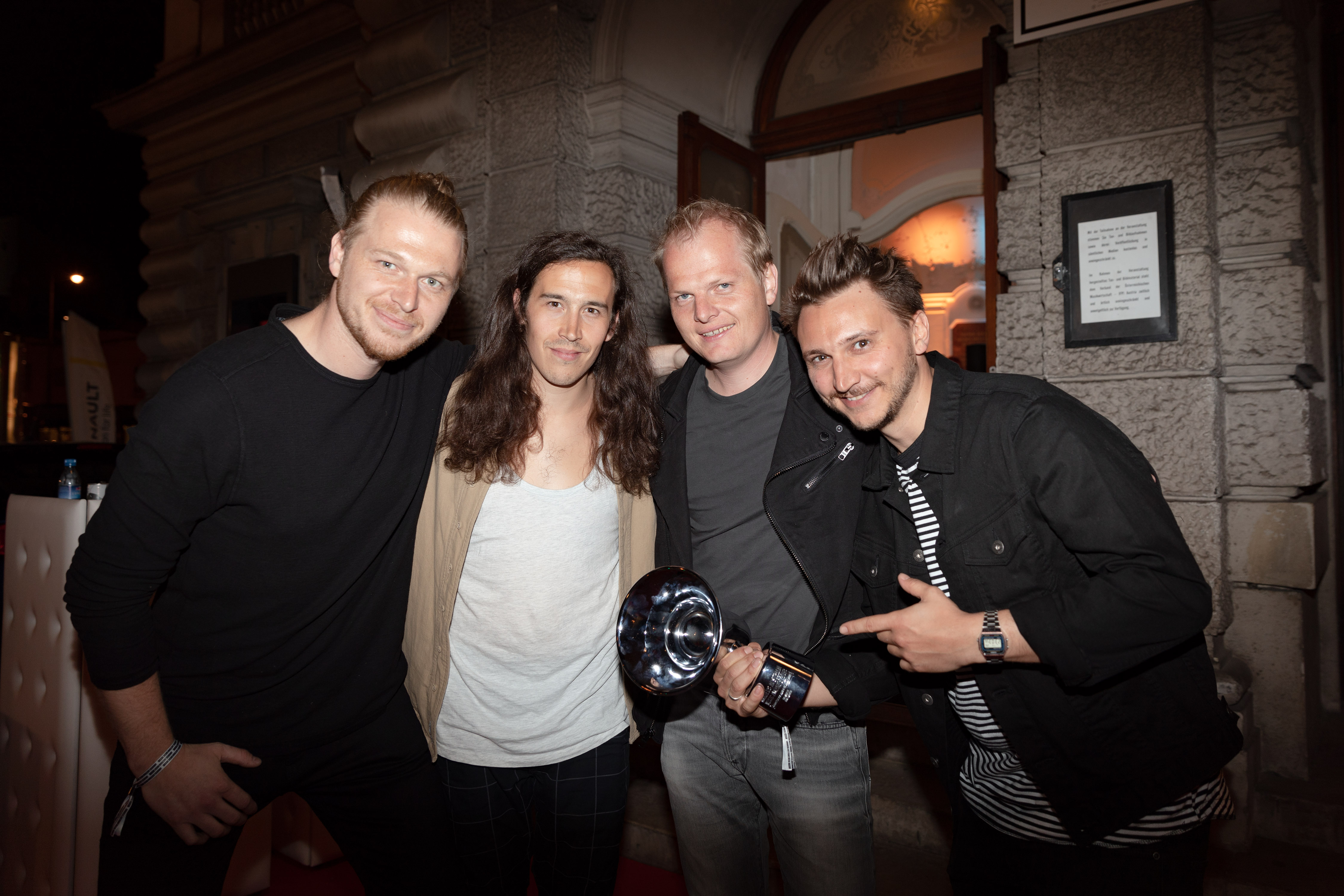
Mathias Kaineder (3. v. l.) mit der Band folkshilfe bei der Verleihung des Amadeus Austrian Music Awards 2018

- zwei Gold- sowie zwei Silbermedaillen bei den World Choir Games in Graz (LALÁ)
- beste österreichische Platzierung in der Interkultur-Weltrangliste (LALÁ)

2011
- Gesamtsieger des Internationalen Anton Bruckner Chorwettbewerbs in Linz (LALÁ)
- Sieger des 5. acappella-contests in Leipzig (LALÁ)

2012
- Gewinner des Xing-Hai Prize of Music bei der ersten internationalen Xing-Hai Choir Championship in Guangzhou, China, in den Kategorien „Pop/Jazz/Gospel“, „Folklore“ und „Mixed Choirs“ Platin Medaille für ausgezeichnete Interpretation (LALÁ)[6]

2013
- Ö1-Pasticcio-Preis für die CD Im Grünen erwacht (LALÁ)

2018
- Gewinner des Amadeus Austrian Music Award in der Kategorie „Songwriter des Jahres“ gemeinsam mit Florian Ritt, Gabriel Fröhlich und Paul Slavicek für die Single „Mir laungts“ (folkshilfe)